# The Flood (Of Mice & Men)
The Flood è il secondo album in studio del gruppo musicale statunitense Of Mice & Men, pubblicato il 14 giugno 2011 dalla Rise Records.
Nel 2012 è stata pubblicata una nuova versione dell'album con l'aggiunta di quattro tracce inedite, anticipata dal singolo The Depths.

## Tracce
1. O.G. Loko – 3:18
2. Ben Threw – 3:11
3. Let Live – 4:16
4. Still YDG'N – 3:11
5. My Understandings – 2:33
6. Ohioisonfire – 3:55
7. Purified – 3:35
8. Product of a Murderer – 3:51
9. Repeating Apologies – 3:43
10. The Great Hendowski – 3:06
11. I'm a Monster – 1:59

Traccia bonus dell'edizione CD
1. When You Can't Sleep at Night – 3:32

CD bonus/Tracce bonus dell'edizione deluxe
1. The Calm – 1:50
2. The Storm – 4:05
3. The Flood – 3:10
4. The Depths – 3:46

## Formazione
Of Mice & Men
- Austin Carlile – voce death; voce melodica in Ben Threw
- Shayley Bourget – voce melodica, basso; chitarra acustica in When You Can't Sleep at Night
- Phil Manansala – chitarra solista
- Alan Ashby – chitarra ritmica
- Valentino Arteaga – batteria, percussioni

Produzione
- Joey Sturgis – produzione, ingegneria, missaggio, mastering
- Toby Fraser – direzione artistica, design
- Cameron Webb – produzione in The Calm, The Storm, The Flood e The Depths

## Classifiche
| Classifica (2011)         | Posizione massima |
| ------------------------- | ----------------- |
| Stati Uniti               | 28                |
| Stati Uniti (independent) | 6                 |
| Stati Uniti (heatseekers) | 1                 |
| Stati Uniti (digital)     | 24                |
| Stati Uniti (rock)        | 5                 |
| Stati Uniti (hard rock)   | 3                 |